# 筑後市消防本部
筑後市消防本部（ちくごししょうぼうほんぶ）は、福岡県筑後市の消防部局（消防本部）。管轄区域は筑後市全域。

## 概要
出典による。
- 消防本部：筑後市大字山ノ井900番地
- 管内面積：41.78km2
- 消防署:1
- 配置車両
  - 消防ポンプ車:2
  - はしご車:1
  - 救助工作車:1
  - 高規格救急車:3
  - 特殊車両:2
  - 指揮車:1

筑後地域消防通信指令事務協議会に参加しており、指令業務は久留米市にある筑後地域消防指令センターより受けるほか、近隣市町村への応援出動を行う。

## 沿革
出典による。
- 1965年（昭和40年）4月 - 筑後市消防本部・筑後市消防署設置
- 2016年（平成28年）4月 - 筑後地域消防指令センター稼働に際し、筑後市消防本部含む筑後地区8消防本部の通信指令業務を同センターに移管。

## 組織
- 本部 - 総務課、警防課、予防課
- 消防署 - 第1小隊・第2小隊

## 消防署
| 消防署       | 住所          |
| ------------ | ------------- |
| 筑後市消防署 | 大字山ノ井900 |